# Mischievous Kiss: Love in Tokyo
Mischievous Kiss: Love in Tokyo (イタズラなKiss～Love in Tokyo, Itazura na Kiss ~ Love in Tokyo, littéralement "Baiser espiègle ~ Amour à Tokyo") est un drama japonais adapté du manga Itazura na Kiss. Il est diffusé du 29 mars au 19 juillet 2013 (16 épisodes) sur la chaîne Fuji TV. Les deux personnages principaux, Kotoko et Naoki, sont joués respectivement par Miki Honoka et Yuki Furukawa. Un épisode spécial, Itazura na Kiss 2 - Love in Okinawa, est diffusé le 12 septembre 2014, suivi d'une seconde saison, suivant le couple de leurs années lycée jusqu'à l'université, diffusée du 24 novembre 2014 au 6 avril 2015. Dans les pays francophones, la série est diffusée en streaming sur Crunchyroll et Netflix.

## Synopsis
L'histoire tient place dans un lycée de Tokyo, au Japon. Dans ce lycée, les élèves sont répartis des classes A à F, selon leurs notes, la classe A regroupant les meilleurs élèves du lycée, et la F les pires. On suit donc Aihara Kotoko (Miki Honoka), une élève de la classe F, amoureuse du beau Irie Naoki (Yuki Furukawa), non seulement premier de sa classe, mais étant surtout dans la classe A, depuis le discours qu'il avait fait à l'occasion de l'entrée de nouveaux élèves au lycée, Irie Naoki les représentant. Étant très intelligent avec un QI supérieur à la moyenne, il obtient à chaque examen le score maximum. Se creuse alors un énorme fossé entre Kotoko et Naoki, celui-ci étant inaccessible en vue de ses notes, qu'elle ne peut atteindre, mais aussi de sa popularité auprès des filles du lycée. Cependant, lors de sa dernière année au lycée, Kotoko décide de prendre son courage à deux mains et écrit une lettre d'amour qu'elle ira lui donner en main propre le lendemain. Malheureusement, il la rejettera devant tout le lycée, sans se donner la peine de lire la lettre de Kotoko, disant qu'il n'aime pas les filles stupides.
Ce jour était un jour de grand changement, puisqu'en plus d'être le jour où elle rendit public ses sentiments, c'était aussi le jour où elle emménageait dans sa nouvelle maison avec son père, sa mère étant morte. Mais un deuxième malheur va s'abattre sur elle, puis-qu’alors qu'ils venaient de finir d'installer tous les meubles et se retrouvaient dehors, une étoile filante, comme elle l'appelle, va tomber sur sa maison, et la détruire instantanément. Seule leur maison sera atteinte.
À la suite de cette catastrophe, un ami de son père va les appeler: il les a vus aux informations (qui s'étaient déplacés pour couvrir la singulière catastrophe) et leur propose de les héberger en attendant de reconstruire ou de retrouver une autre maison. Mais alors que Kotoko arrive chez les amis de son père, elle découvre avec stupéfaction que ceux-ci s'avèrent être les parents de Naoki. 
Face à l'indifférence et la froideur de Naoki, elle essaiera maintes fois de l'oublier, en vain.
Mais est-ce que l'obstination et la gaieté de Kotoko ne viendront-elles pas à bout du caractère d'ermite de Naoki ?

## Distribution

### Acteurs principaux
- Honoka Miki : Aihara Kotoko

- Furukawa Yuki : Irie Naoki

- Yamada Yuki : Ikezawa Kinnosuke

### Acteurs secondaires
- Nishimura Tomomi : Irie Noriko (la mère de Naoki)

- Aizawa Yuga : Irie Yuki (le petit frère de Naoki)

- Imoaraizaka Kakaricho : Irie Shigeo (le père de Naoki)

- Tanaka Yoji : Aihara Shigeki (le père de Kotoko)

- Yamaya Kasumi : Ishikawa Satomi

- Fujimoto Nanami : Komori Jinko

- Mori Kanna : Matsumoto Yuko

- Kaji Masaki : Sudo-senpai

- Takada Riho : Oizumi Sahoko

- Horiuchi Masami : Président Oizumi

- Ayame Koike (en) : Matsumoto Ayako (la sœur de Yuko)

- Shibasaki Keisuke : Gintaro (ami de Kinnosuke)

- Takahiro Iida : Dozo (ami de Kinnosuke)

- Kaai Sara : Watanabe (ami de lycée de Naoki)

## Autres adaptations
Itazura na Kiss étant un manga très populaire, il a été adapté de nombreuses fois. On trouve également une première version japonaise, Itazura na Kiss, réalisée en 1996. En 2005, une version taïwanaise sort, It Started With a Kiss et They Kiss Again, sous deux saisons, traitant ainsi l'intégralité du manga contrairement à la première version japonaise. En 2008 sort l'anime sous le même nom. Enfin, en 2010, une version coréenne est produite : Playful Kiss. 